# NSU-moorden
De NSU-moorden zijn een serie moorden die gepleegd werden in Duitsland tussen 2000 en 2006 door de neonazistische terreurgroep Nationaalsocialistische Ondergrondse (Nationalsozialistischer Untergrund, NSU). Het lukte de autoriteiten niet deze zaak op te lossen. Naast de moorden pleegden de leden ook nog 14 bankovervallen en twee bomaanslagen.

## De moorden
De groep die zichzelf Nazionalsozialistische Untergrund (NSU) noemde pleegde tussen 2000 en 2007 tien moorden: op acht personen van Turkse afkomst, een Griek en een Duitse politieagente. Alle moorden werden gepleegd met een pistool van het type CZ 83. De meeste slachtoffers waren ondernemers en werden tijdens hun werk geëxecuteerd.
| Datum            | Plaats               | Slachtoffer           | Beroep                    |
| ---------------- | -------------------- | --------------------- | ------------------------- |
| 9 september 2000 | Neurenberg           | Enver Şimşek          | eigenaar bloemenstallen   |
| 13 juni 2001     | Neurenberg           | Abdurrahim Özüdoğru   | medewerker kledingmakerij |
| 27 juni 2001     | Hamburg-Bahrenfeld   | Süleyman Taşköprü     | eigenaar groentewinkel    |
| 29 augustus 2001 | München-Ramersdorf   | Habil Kılıç           | eigenaar groentewinkel    |
| 25 februari 2004 | Rostock-Toitenwinkel | Mehmet Turgut         | medewerker eetgelegenheid |
| 9 juni 2005      | Neurenberg           | İsmail Yaşar          | eigenaar eetgelegenheid   |
| 15 juni 2005     | München              | Theodoros Boulgarides | winkeleigenaar            |
| 4 april 2006     | Dortmund             | Mehmet Kubaşık        | winkeleigenaar            |
| 6 april 2006     | Kassel               | Halit Yozgat          | eigenaar internetcafé     |
| 25 april 2007    | Heilbronn            | Michèle Kiesewetter   | politieagente             |

Daarnaast hebben zij twee spijkerbommen laten afgaan in de Keupstraße in Keulen, waar veel Turkse ondernemingen gevestigd zijn. Bij die aanslagen vielen nog eens tientallen gewonden. Ten slotte pleegde de groep 14 bankovervallen.

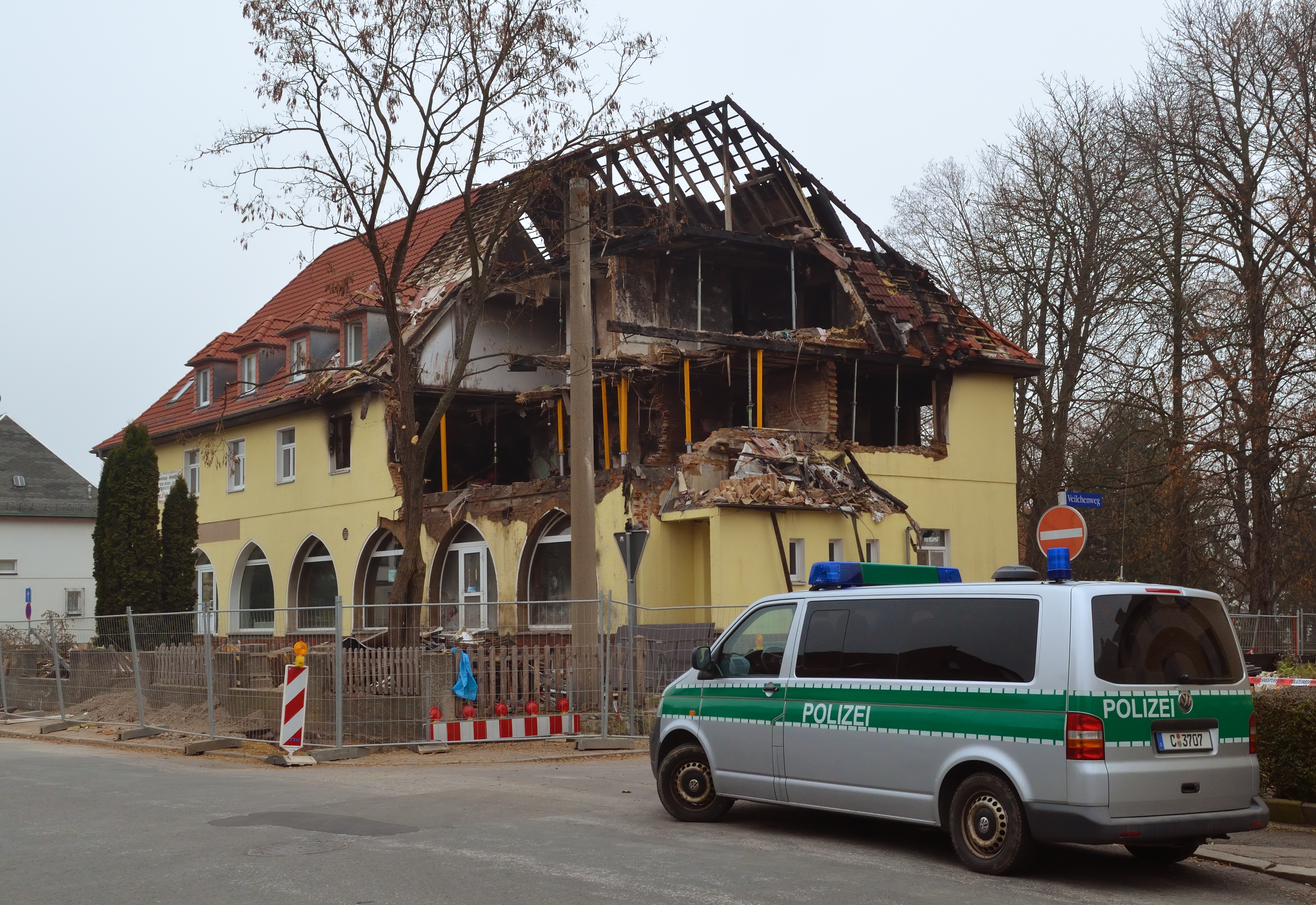
Het afgebrande huis van de NSU-leden in Zwickau

Na een bankoverval in Eisenach op 4 november 2011 werden de lichamen van NSU-leden Uwe Mundlos en Uwe Böhnhardt gevonden in een brandende camper waarin tevens het dienstwapen van Kiesewetter werd gevonden. Volgens de politie pleegden ze zelfmoord en staken ze de camper in brand. Het forensisch onderzoek naar de brand in Eisenach is niet volgens de geldende regels verlopen. Sinds de brand zijn er steeds meer vragen gerezen over de onderzoeken die door de betrokken politieambtenaren en de veiligheidsdiensten in de verschillende deelstaten naar de gebeurtenissen rond de brand werden gevoerd.
Na de brand in Eisenach werd enkele uren later brand gesticht in het huis in Zwickau waarin Mundlos, Böhnhardt en Zschäpe woonden. Beate Zschäpe werd verdacht van de brandstichting en gaf zichzelf later aan bij de politie. De enige overlevende verdachte, Beate Zschäpe van de tot dan toe onbekende NSU, werd gearresteerd en beschuldigd van de moorden. In het huis vond de politie een CZ 83-pistool (zoals gebruikt voor de moorden), enkele andere wapens en een dvd met beelden van enkele van de omgebrachte slachtoffers. Ook werd een lijst gevonden met 88 potentiële slachtoffers, waaronder twee leden van de Bondsdag.
In de loop van november 2011 werden Holger G. en Andre E. gearresteerd op verdenking van medeplichtigheid.

## Het falen van de autoriteiten
Aanvankelijk werden de moorden gezien als afrekeningen in het criminele circuit en werden de families van de slachtoffers beschuldigd van banden met de maffia. Ook de ondernemers van de Keupstraße kregen te maken met racistische bedreigingen van aanhangers van de lokale xenofobische partij Pro Köln en werden door de politiek en politie niet geloofd toen zij direct na de aanslag wezen in de richting van rechts-extremisme. Meer dan dertig inlichtingendiensten hebben jarenlang langs elkaar heen gewerkt, feiten voor elkaar verzwegen of niet gecommuniceerd. De autoriteiten wilden niet onderkennen dat de daders mogelijk in extreemrechtse hoek moesten worden gezocht. In plaats daarvan gingen ze er steeds van uit dat de verdachten afkomstig moesten zijn uit kringen rond de slachtoffers. Pas in 2011 werd min of meer bij toeval duidelijk dat de NSU bestond en verantwoordelijk was voor de aanslagen. Het is een van de geruchtmakendste zaken in het naoorlogse Duitsland, met name doordat de reeks moorden zo lang ongestoord kon plaatsvinden terwijl de daders al in hun jeugd bekend waren als rechts-extremisten en bommenmakers. Claudia Schmid, hoofd veiligheid van Berlijn, moest in 2012 aftreden toen aan het licht was gekomen dat een groot deel van het dossier was vernietigd.

## Rechtszaak en parlementair onderzoek
De rechtszaak begon in 2013, 13 jaar na de eerste moord. In april 2013 werd de eerste zitting van het proces tegen Zschäpe uitgesteld tot 6 mei omdat de Turkse media geen accreditatie hadden gekregen.
Gezien het falen van de autoriteiten bij de opsporing van de daders, werd een parlementair onderzoek uitgevoerd onder voorzitterschap van Sebastian Edathy. In 2013 verscheen het eindrapport van meer dan 1000 pagina's. In 2012 legden vijf lokale chefs van inlichtingendiensten hun functie in verband met deze zaak neer.
In 2017 werd levenslang geëist tegen Beate Zschäpe. Op 11 juli 2018 werd uitspraak gedaan in de zaak tegen haar, ze werd medeverantwoordelijk geacht voor tien moorden, vijftien overvallen en twee bomaanslagen en veroordeeld tot een levenslange gevangenisstraf.

## Racistische terminologie
In de eerste weken nadat de terreurgroep ontdekt was, gebruikte veel Duitstalige media de term Döner-Mörder. De stereotypering van Turkse ondernemers als kebabverkopers en de beeldspraak van het gebruik van het woord Döner voor dode mensen leidde tot grote woede onder de Turkse gemeenschap in Duitsland en elders. Sindsdien gebruiken de Duitse media termen als NSU-Mörder en Neonazi-Mörder. Sommige Nederlandse media gebruiken nog altijd de term 'dönermoorden'.